# Fardo
Fardo war ein Gewichtsmaß in Goa und wurde als Reismaß bezeichnet. Es war ein runder Packen von 42 Pfund (portugiesisch), der in Stroh und mit Stricken gebunden wurde. Es entsprach einem Gewicht von 3 ½ Maunds.
Ein Fardo wurde auch mit 32 Pfund, aber auch mit 80 Pfund angegeben; unklar ist, welches Pfund gemeint war.